# Moabsperling
Der Moabsperling (Passer moabiticus) ist ein Singvogel aus der Familie der Sperlinge.

## Beschreibung
Der Moabsperling hat eine Körperlänge von 12 bis 13 Zentimeter und ist damit etwas kleiner als der Haussperling. Wie viele Vertreter der Gattung zeigt auch der Moabsperling einen starken Geschlechtsdimorphismus bezüglich der Färbung. Scheitel, Nacken und Wangen des Männchens sind im Prachtkleid dunkelgrau. Es zeigt einen hellen Überaugenstreif, der vor dem Auge weiß und hinter dem Auge gelbbräunlich ist. Die Kehle ist schwarz und von einem hellgelben Bartstreif eingefasst, der sich an den Halsseiten fortsetzt. Der übrige Rumpf ist einfarbig grau. Der Rücken weist auf rötlichbraunem Grund kräftige schwarze Streifen auf. Die großen und die mittleren Armdecken sind rostbraun und kontrastieren auffällig zum ansonsten überwiegend schwarzen Flügel. Die östliche Rasse P. m. yatii ist sandfarbener, und das Männchen ist unterseits gelblich getönt.
Das Weibchen sieht einem weiblichen Haussperling sehr ähnlich, ist jedoch insgesamt sandfarben und ohne Grautöne und kontrastreicher gefärbt. Der Kopf ist bis auf einen breiten, hinter dem Auge beginnenden, hellbraunen Überaugenstreif ungezeichnet blassbraun, der Rücken ist auf sandbraunem Grund kräftig schwarz gestreift und der Rumpf ist blass weißlichbraun.

## Lautäußerungen
Der Reviergesang besteht aus gereihten, variabel schnell oder langsamer wiederholten Rufen wie „trirp-trirp-trirp“ oder „tschilp-tschrilp-tschrirp“. Der tschilpende Gesang erinnert an den von Haus- oder Weidensperling, ist allerdings weniger kräftig. Der Flugruf ist ein hohes tschi-huit.

## Verbreitung und Lebensraum

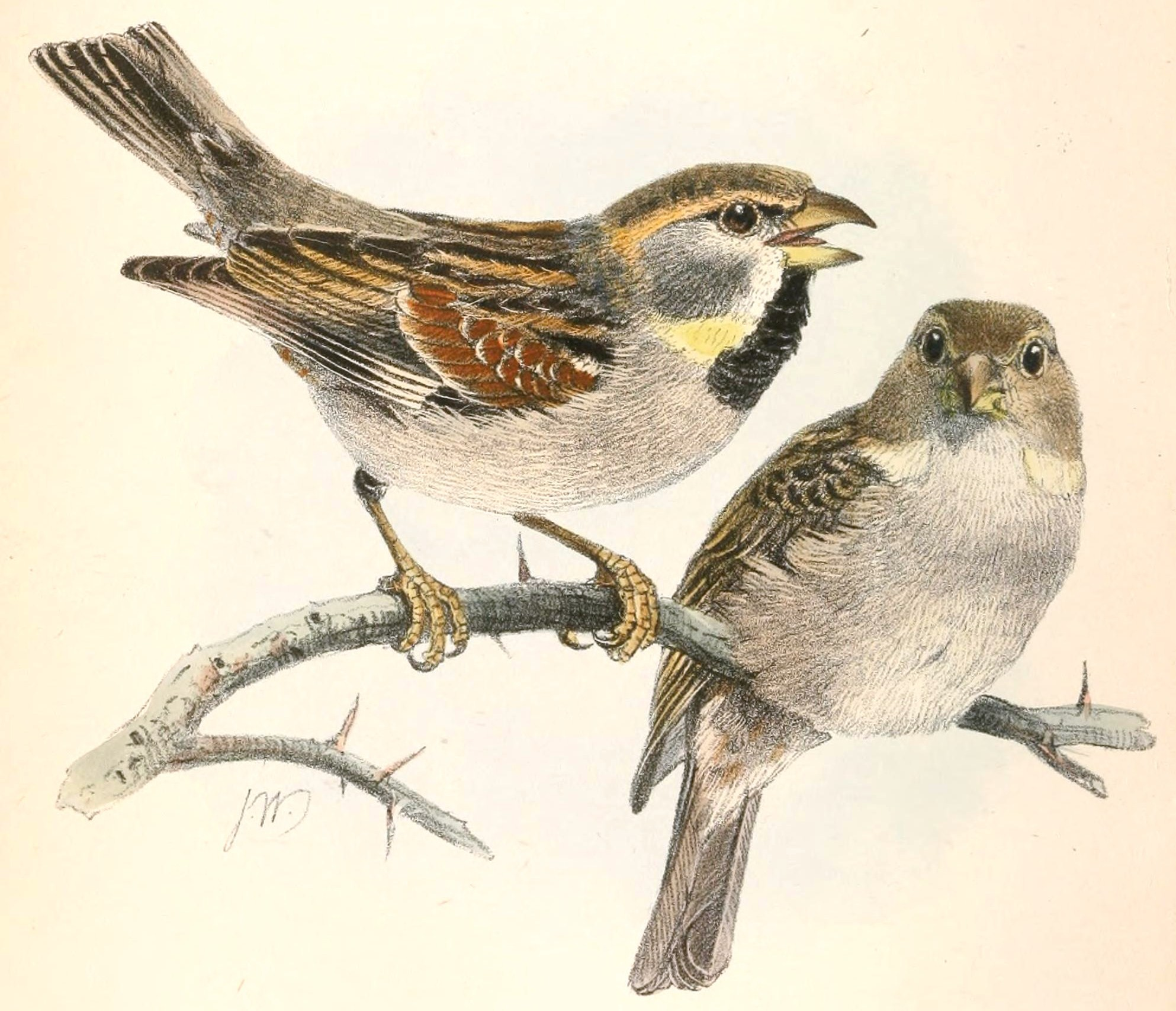

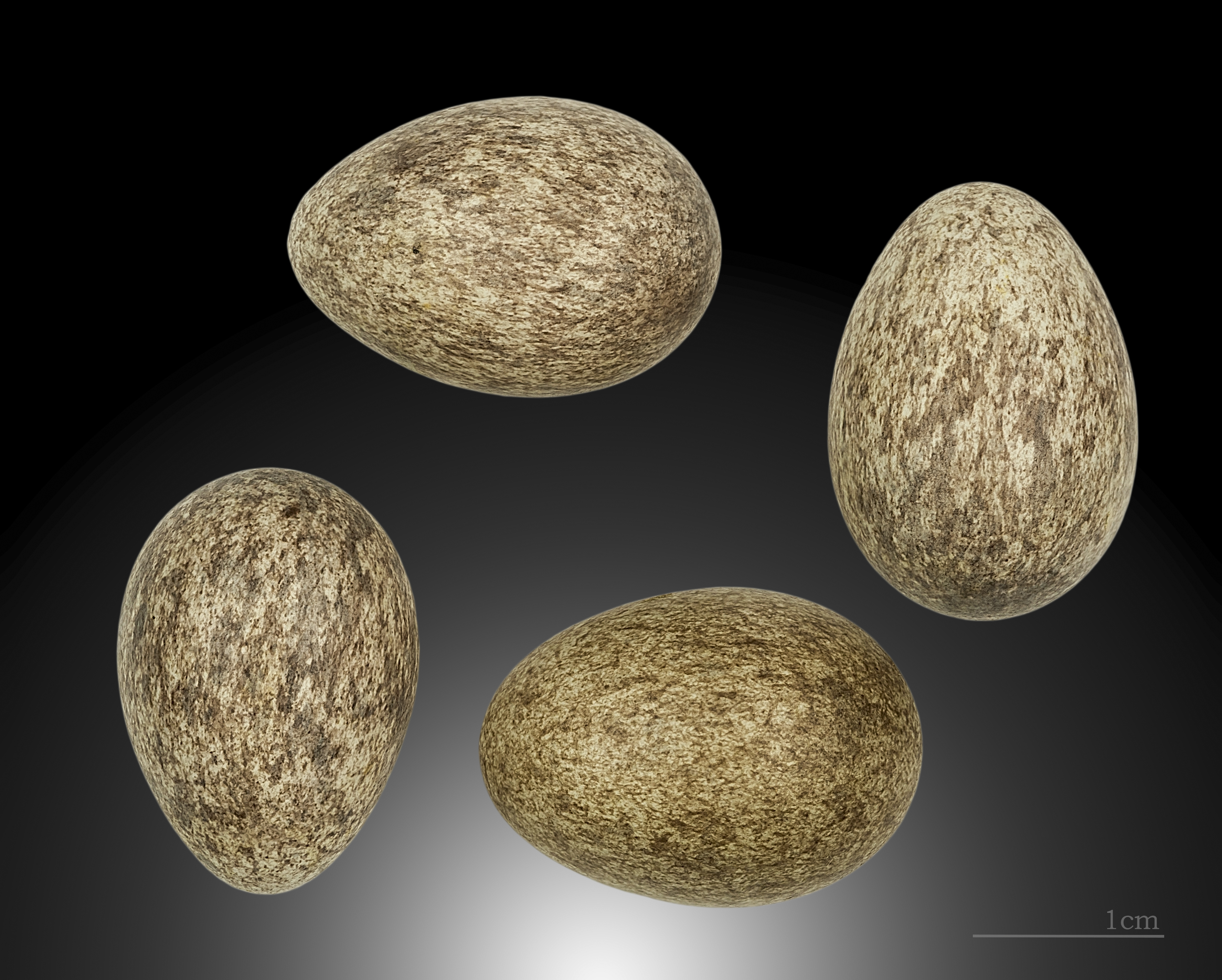

Das Brutgebiet der Art ist stark disjunkt und erstreckt sich über aride Gebiete vom Südosten der Türkei und Israel über den Irak, Iran bis in das westliche Afghanistan. Auf Zypern ist die Art möglicherweise ausgestorben. Der Moabsperling ist je nach Population Standvogel, nomadisch oder Zugvogel; Zugverhalten und Winterquartiere vieler Populationen sind bisher nur unzureichend erforscht. Von der östlichen Rasse ist bekannt, dass sie in Pakistan überwintert, aber die Überwinterungsgebiete der übrigen Moabsperlinge sind weitgehend unklar. Schwärme der westlicher verbreiteten Nominatform wurden im Winter weiter südlich im Nahen Osten beobachtet.
Die Art brütet in Baum- und Buschvegetation in Wassernähe. Die Vegetation in den Bruthabitaten besteht meist aus Tamarisken und ähnlichen, an feuchte Bereiche gebundenen Bäumen und Sträuchern.

## Fortpflanzung
Der Moabsperling nistet in Kolonien. Das Nest wird in abgestorbenen Zweigen von Tamarisken oder ähnlichen Bäumen angelegt. Es ist in Anpassung an Tagestemperaturen bis zu 45 °C sehr groß und komplex. Es wird aus Zweigen gebaut, hat einen Durchmesser von 25 bis 35 cm und ein Gewicht von bis zu 1 kg. Von oben führt ein S-förmiger Tunnel zur weich ausgepolsterten Nestmulde im unteren Teil des Nestes. Das Gelege besteht aus vier bis sieben Eiern. Es wird fast ausschließlich vom Weibchen bebrütet. Das Weibchen verlässt das Nest tagsüber etwa sechsmal pro Stunde; bei Lufttemperaturen von mehr als 39 °C steht das Weibchen zeitweise am Nesteingang und hechelt.

## Ernährung
Die Art ernährt sich wie andere Sperlinge überwiegend von Sämereien.